# Iris Kirchner-Freis
Iris Kirchner-Freis (* 1972 in Wickede (Ruhr)) ist eine deutsche Rechtswissenschaftlerin, Rechtsanwältin und Unternehmerin. 

## Biographie

### Ausbildung
Sie studierte von 1992 bis 1998 Rechtswissenschaften an der Universität Marburg, der Universität Freiburg und der Universität des Saarlandes.
Von 1997 bis 1998 studierte sie mit dem Schwerpunkt Europäisches Medienrecht am Europa-Institut der Universität des Saarlandes und erlangte mit der Arbeit Aufgedrängte Werbung nach dem Vierten Rundfunkänderungsstaatsvertrag und die europarechtliche Einordnung (1998) den Titel Magister des Europarechts (LL.M.Eur.). Von 1998 bis 2000 absolvierte sie ihr Referendariat am Oberlandesgericht Düsseldorf, in dem sie Referendariatsstationen u. a. bei der Landesanstalt für Medien in Nordrhein-Westfalen und einer Rechtsanwaltskanzlei in London durchlief. 2001 war sie kurzzeitig als wissenschaftliche Mitarbeiterin am Institut für Europäisches Medienrecht tätig.
Von 2006 bis 2010 promovierte sie berufsbegleitend an der Universität des Saarlandes zum Dr. iur. mit der Arbeit im Europäischen Medienrecht Die Bewegtbildangebote des öffentlich-rechtlichen Rundfunks im Internet - unter besonderer Berücksichtigung der unionsrechtlichen Einflüsse auf die nationalrechtlichen Rahmenbedingungen (Doktorvater: Christoph Gröpl).

### Rechtsanwältin/Syndikus
2001 wurde sie als Rechtsanwältin am Oberlandesgericht Nürnberg zugelassen. Von 2001 bis 2005 war sie als Syndikus (Legal Counsel) einer mittelgroßen deutschen Aktiengesellschaft aus der IT-Branche tätig, später auch als Geschäftsführerin Tochtergesellschaften im Vereinigten Königreich und in Frankreich. 
2005 gründete sie als Rechtsanwältin die MLS LEGAL GmbH - Rechtsanwalts- und Fachanwaltsgesellschaft in Bremen und Berlin, die sich auf die Fachgebiete Urheber- und Medienrecht, IT-Recht und Gewerbliche Schutzrechte spezialisiert hat und der sie als Geschäftsführerin vorsteht. Zugleich ist sie Fachanwältin für Urheber- und Medienrecht (seit 2008) und Fachanwältin für Gewerbliche Schutzrechte (seit 2014).

### Rechtswissenschaftlerin
Seit 2009 lehrt sie am Fachbereich 03 "Informatik/Mathematik" der Universität Bremen und seit 2014 als Honorarprofessorin für deutsches und europäisches IT-, Medien- und Immaterialgüterrecht. Sie ist Direktorin des 2014 gegründeten Institutes für IT-, Medien- und Immaterialgüterrecht, ein unabhängiges Forschungsinstitut der Hugo Grotius gGmbH - gemeinnützige Gesellschaft zur Förderung der Rechtswissenschaften mit Sitz in Bremen.

### Unternehmerin
Seit 2005 ist sie zudem selbständig tätig. Sie ist geschäftsführende Gesellschafterin der 2005 gemeinsam mit ihrem Mann gegründeten MLS LEGAL GmbH - Rechtsanwalts- und Fachanwaltsgesellschaft. Zudem ist sie geschäftsführende Gesellschafterin der 2014 gegründeten Hugo Grotius gGmbH - gemeinnützige Gesellschaft zur Förderung der Rechtswissenschaften.

### Ehrenamt
- Seit 2016 ist sie Mitglied des Verwaltungsrates von Radio Bremen,[6] in den sie 2020 erneut gewählt wurde.[7]
- Seit 2016 ist sie Vorsitzende des Freundeskreises der Staats- und Universitätsbibliothek Bremen e. V.[8][9]

### Privat
Iris Kirchner-Freis ist mit dem Rechtswissenschaftler und Unternehmer Andree Kirchner verheiratet und hat eine Tochter.

## Veröffentlichungen (Auswahl)
- Datenschutz bei Gesundheitsdaten am Beispiel des Projekts "Adaptify". In: Brunhilde Steckler (Hrsg.): Einzelaspekte rechtswissenschaftlicher Begleitforschung für Projekte der Mensch-Technik-Interaktion. Berliner Wissenschafts-Verlag 2018, ISBN 978-3-830540212, S. 88–122 (online).
- mit Andree Kirchner: Genetic Resources of the Sea. In: David Attard (Hrsg.): The IMLI Manual on International Maritime Law (= The Law of the Sea. Band I). Oxford University Press, Oxford 2014, ISBN 978-0-19-968392-5, S. 377–395 (online).
- mit Andree Kirchner (Hrsg.): Green Innovations and IPR Management. Kluwer Law International, Alphen aan den Rijn 2013, ISBN 978-90-411-3344-1 (online).
- mit Andree Kirchner (Hrsg.): Handbuch Moderecht.  Erich Schmidt Verlag, Berlin 2011, ISBN 978-3-503129768 (online).
- Die Bewegtbildangebote des öffentlich-rechtlichen Rundfunks im Internet: unter besonderer Berücksichtigung der unionsrechtlichen Einflüsse auf die nationalrechtlichen Rahmenbedingungen. Bremen 2011, ISBN 978-3-940715210.
- mit Andree Kirchner: Ausländische Geschäftsherrenmarke ist auch gegen nur ähnliche deutsche Agentenmarke geschützt - "DiSC". In: GRUR-Prax, 16/2010, ISSN 1869-3849 (online).
- mit Andree Kirchner: EuG: Anforderungen an das Verlangen des Inhabers einer Gemeinschaftsmarke auf Nachweis der Benutzung einer älteren Marke. In: GRUR-Prax, 01/2010, ISSN 1869-3849 (online).
- Iris Freis: Das Recht der Finanzierung des öffentlich-rechtlichen Rundfunks in Deutschland, Frankreich, Großbritannien und Österreich im Vergleich. In: Zeitschrift für Europarechtliche Studien. 1999, ISSN 1435-439X, S. 109–136.